# Battaglia di Krivolak
La battaglia di Krivolak venne combattuta tra il 21 ottobre e il 22 novembre 1915 nelle vicinanze di Krivolak, nell'odierna Macedonia del Nord; la battaglia si inseriva nell'ambito dei più vasti scontri del fronte macedone della prima guerra mondiale.
La battaglia segnò l'apertura delle ostilità lungo il fronte della Macedonia meridionale: nel tentativo di aiutare il Regno di Serbia loro alleato, attaccato simultaneamente da tedeschi e austro-ungarici, ai primi di ottobre 1915 Francia e Regno Unito sbarcarono un corpo di spedizione a Salonicco e mossero verso nord; il Regno di Bulgaria era però nel frattempo sceso in campo dalla parte degli Imperi centrali, e le truppe bulgare erano avanzate in profondità in Macedonia frapponendo tra gli anglo-francesi a sud e i serbi a nord.
Dal 21 ottobre le truppe bulgare del generale Georgi Todorov e quelle francesi del generale Maurice Sarrail iniziarono ad affrontarsi in una serie di duri combattimenti nella zona attorno a Krivolak e alla valle del fiume Vardar, con un continuo alternarsi di successi e sconfitte; gli scontri proseguirono fino al 22 novembre quando, fallita una controffensiva serba per riconquistare Skopje, le azioni dei francesi persero di significato strategico, spingendo Sarrail a ordinare una ritirata generale alla volta di Salonicco.

## Antefatti
L'attentato di Sarajevo del 28 giugno 1914 e la crisi diplomatica che ne scaturì sfociarono nella dichiarazione di guerra dell'Impero austro-ungarico al Regno di Serbia il 28 luglio seguente; l'atto innescò i meccanismi di alleanza che univano le grandi potenze europee, portando nel giro di pochi giorni a una guerra mondiale tra gli Imperi centrali da un lato e la Triplice intesa dall'altro. Dopo che, nel novembre 1914, anche l'Impero ottomano fu entrato in guerra al fianco degli Imperi centrali, l'ancora neutrale Regno di Bulgaria assunse una posizione centrale nell'ambito del teatro di guerra dei Balcani: la Bulgaria occupava infatti una posizione strategica sul lato orientale del Regno di Serbia, e il suo intervento al fianco di uno dei due schieramenti avrebbe rappresentato un fattore decisivo per la tenuta bellica di Belgrado. Serbi e bulgari si erano affrontati in due guerre nei precedenti trent'anni (la guerra serbo-bulgara del 1885 e la seconda guerra balcanica del 1913), e dopo la sconfitta subita nel più recente di questi conflitti tanto il governo quanto il popolo bulgari provavano avversione nei confronti della Serbia, accusata di essersi impossessata di territori appartenenti di diritto alla Bulgaria. Se da un lato la Triplice intesa poteva offrire al governo di Sofia solo limitate concessioni territoriali da parte della Serbia e della neutrale Grecia, gli Imperi centrali potevano formulare promesse molto più allettanti a favore dei bulgari, in pratica cedendo loro buona parte dei territori rivendicati dal concetto di "Grande Bulgaria". Dopo il fallimento degli attacchi anglo-francesi all'Impero ottomano sul fronte di Gallipoli (aprile-settembre 1915), e la pesante disfatta riportata dai russi nel corso dell'offensiva di Gorlice-Tarnów (maggio-settembre 1915), lo zar Ferdinando I di Bulgaria ruppe gli indugi e schierò il paese al fianco degli Imperi centrali: siglato un trattato di alleanza con Germania e Austria-Ungheria il 6 settembre 1915, il 21 settembre seguente la Bulgaria diede il via alla mobilitazione delle sue forze armate.

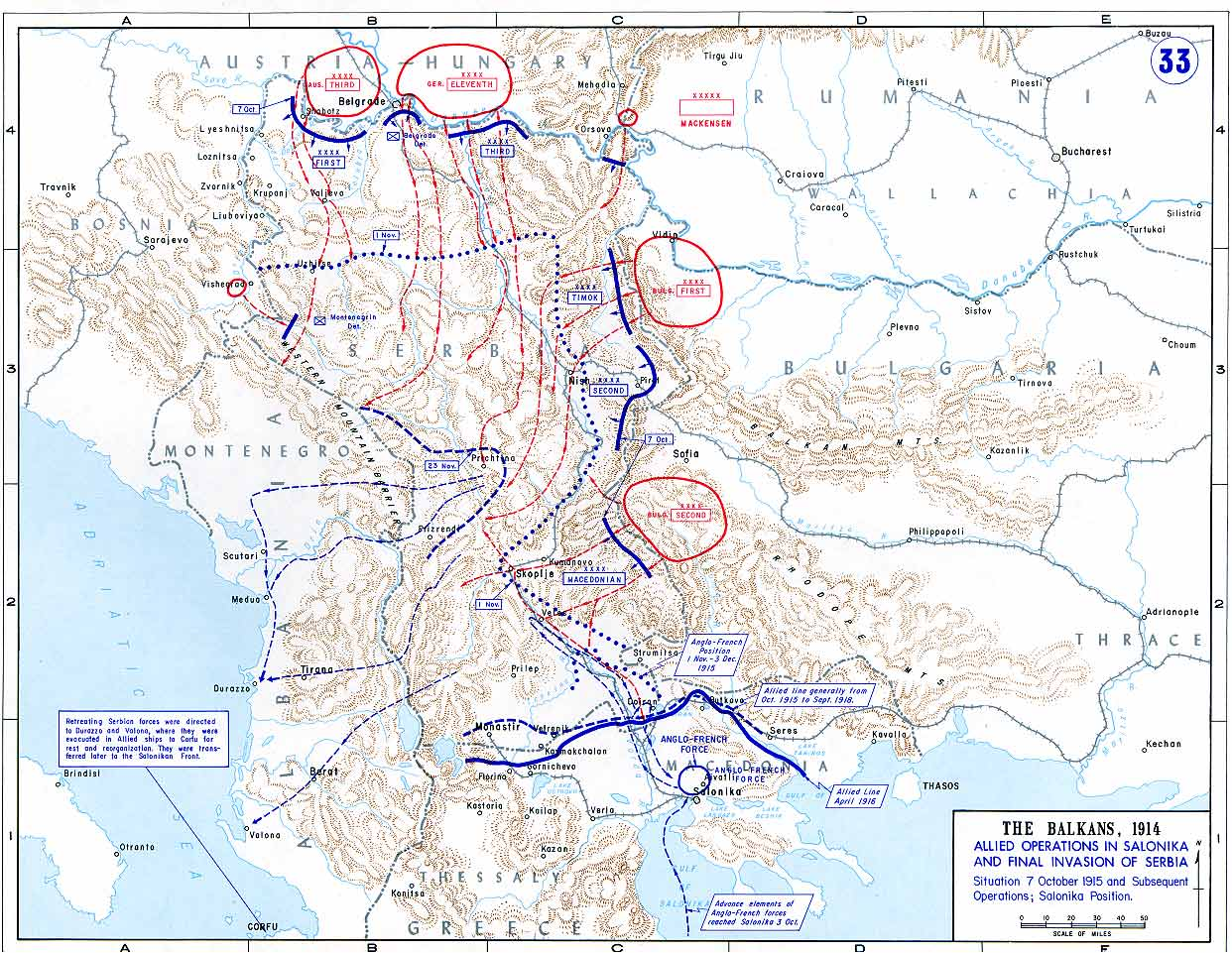
Carta del fronte serbo-macedone nel 1915, con indicate le direttrici delle operazioni dei due contendenti

Dopo la vittoria riportata dai serbi sugli austro-ungarici nella battaglia di Kolubara del dicembre 1914, il fronte serbo aveva conosciuto un lungo periodo di stasi delle operazioni, interrotto infine all'inizio di ottobre 1915. Sotto il comando generale del feldmaresciallo August von Mackensen, il 6 ottobre la 3ª Armata austro-ungarica e l'11ª Armata tedesca sferrarono una massiccia offensiva ai confini settentrionali della Serbia: a dispetto della dura resistenza opposta dai serbi, le forze austro-tedesche furono ben presto in grado di stabilire teste di ponte oltre il corso del Danubio, della Sava e della Drina, occupando la capitale Belgrado e obbligando l'esercito serbo a ritirarsi verso sud. L'11 ottobre la Bulgaria dichiarò ufficialmente guerra alla Serbia, e due armate bulgare si riversarono oltre la frontiera avanzando a nord verso Niš e a sud verso Skopje: le forze bulgare infransero rapidamente la resistenza delle deboli truppe serbe che sbarravano loro il cammino, penetrando nella valle della Grande Morava nei pressi di Vranje il 22 ottobre e andando a occupare nei giorni seguenti Kumanovo, Štip e Skopje. L'avanzata bulgara rese impossibile per i serbi ripiegare verso sud alla volta del confine greco, rendendo la loro posizione insostenibile e obbligandoli infine a ritirarsi verso ovest alla volta delle coste dell'Albania.
Per più di un anno dallo scoppio della guerra le nazioni della Triplice intesa avevano promesso di inviare consistenti aiuti militari alla Serbia, ma ciò non si era poi tradotto in alcuna significativa mossa concreta. Con l'avvicinarsi della Bulgaria agli Imperi centrali la posizione della Serbia si era fatta ormai disperata, il che portò infine Francia e Regno Unito a prendere la decisione di inviare una piccola forza di spedizione in aiuto dei serbi: solo il 5 ottobre 1915, tuttavia, alcune divisioni anglo-francesi sbarcarono a Salonicco nella neutrale Grecia, decisamente troppo in ritardo per poter avere un impatto sulla situazione. Il principale motivo alla base di questo ritardo negli aiuti risiedeva nella critica situazione che affliggeva gli anglo-francesi sul fronte occidentale, che non consentiva di distaccare truppe su ulteriori teatri di guerra; l'intervento dell'Intesa fu ritardato anche a causa dei lunghi negoziati segreti volti a portare la Bulgaria nel campo alleato, evento che avrebbe alleviato i bisogni della Serbia senza necessità di aiuti concreti da parte dei franco-britannici. Anche la decisione di sbarcare le truppe a Salonicco fu un errore, visto che gli anglo-francesi avrebbero potuto piuttosto prendere terra a ovest lungo la costa dell'Albania, coperta a nord dalle forze del Regno del Montenegro (alleato dei serbi) e a distanza sicura dall'avanzata delle forze bulgare a est.

## La battaglia

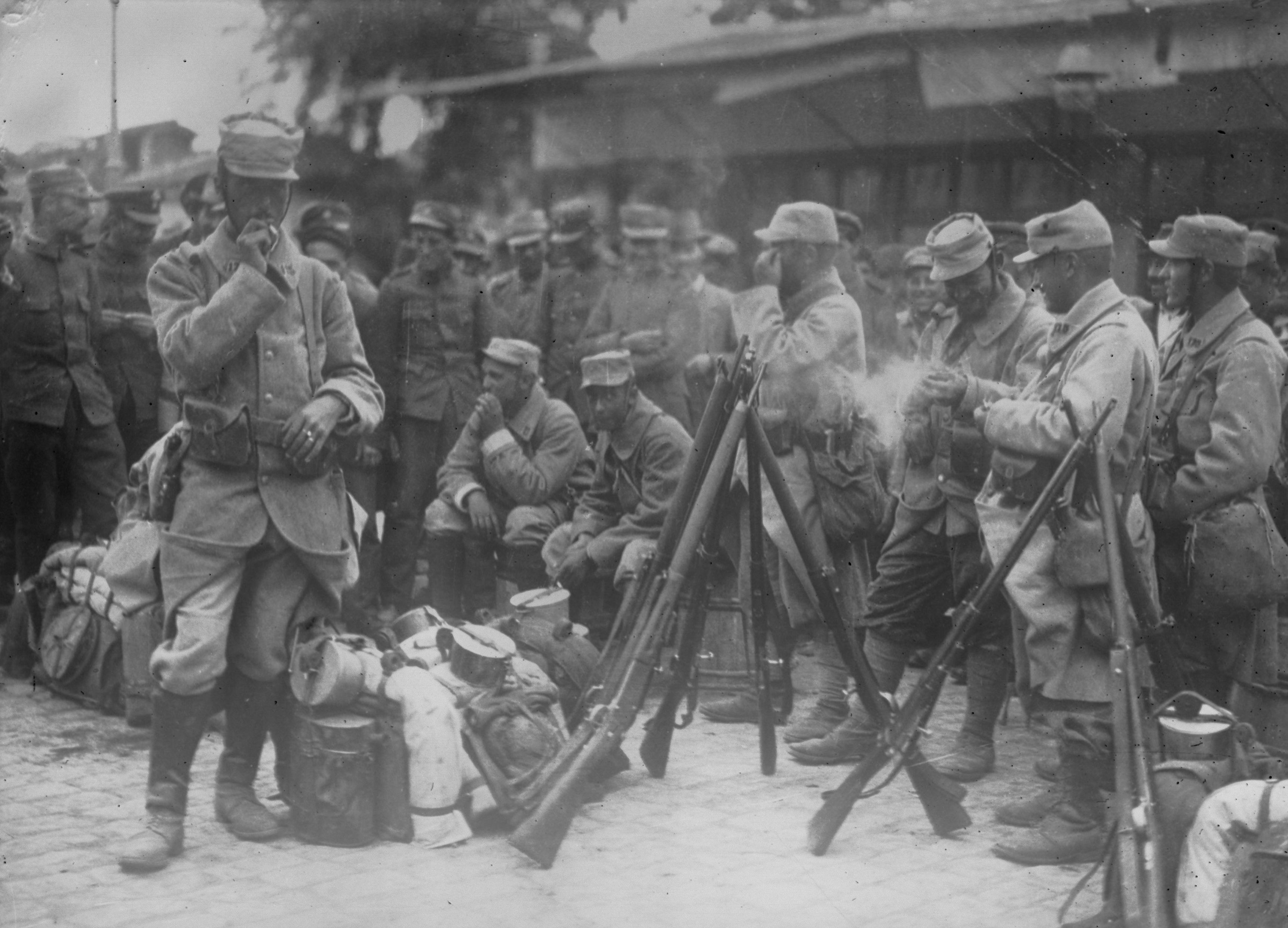
Truppe francesi bivaccano a Salonicco nel 1915

Mentre i serbi venivano travolti dall'offensiva degli Imperi centrali, le divisioni anglo-francesi si misero in marcia da Salonicco verso nord in Macedonia sotto il comando congiunto del francese Maurice Sarrail e del britannico Bryan Mahon. Tra il 15 e il 16 ottobre, un raggruppamento francese comprendente la 57ª, la 122ª e la 156ª Divisione di fanteria, due reggimenti di Chasseurs d'Afrique e un reggimento di zuavi raggiunse la zona compresa tra gli scali ferroviari di Gevgelija e Strumica. Il 20 ottobre le divisioni francesi si spinsero ulteriormente verso nord raggiungendo la cittadina di Krivolak lungo la riva del fiume Vardar, mentre unità britanniche andavano a occupare l'area strategicamente importante compresa tra il passo di Kosturino, il Vardar e la sponda del Lago Dojran; questa avanzata giovò in qualche modo alla ritirata serba verso l'Albania, visto che obbligò i bulgari a dirottare il grosso delle loro forze verso sud per prevenire un'invasione anglo-francese del loro stesso territorio. Il comando francese fu quindi informato della presenza di forze bulgare schierate sul Passo di Babuna tra Veles e Bitola, ma decise di continuare ad avanzare verso settentrione nel tentativo di ricongiungersi a un gruppo di soldati serbi segnalato a nord-ovest del passo.
Il 21 ottobre, il 14º Reggimento fanteria bulgaro mosse verso sud da Strumica in direzione dello scalo ferroviario al fine di distruggere un vicino ponte. Inaspettatamente, i bulgari finirono con lo scontrarsi con un gruppo di truppe francesi schierate nei pressi dello scalo: i bulgari furono respinti dalla linea ferroviaria e i francesi li incalzarono fino a Rabrovo, 11 chilometri più a est, dove le truppe di Sarrail si attestarono prendendo il controllo di più di 40 chilometri di ferrovia fino alla stazione di Demir Kapija. Per il 24 ottobre, tuttavia, la 2ª Armata bulgara dei generali Georgi Todorov e Stefan Bogdanov aveva stabilito un saldo controllo su Veles e Kumanovo, frapponendosi stabilmente tra i serbi a nord e i francesi a sud. Il 27 ottobre la 57ª Divisione francese stabilì un caposaldo difensivo circolare attorno a Karahojali, sulla sponda orientale del Vardar, coprendo una linea di 24 chilometri tra Gradec e Krivolak; il 2 novembre due ponti di barche furono gettati sul corso del Vardar per facilitare i rifornimenti di questo caposaldo. Il 3 novembre un distaccamento francese dovette sostenere l'attacco di tre brigate bulgare diretto verso i ponti: mancando di addestramento e copertura di artiglieria adeguata, i fanti bulgari furono falciati dai francesi mentre muovevano a passo di carica in campo aperto, subendo 3000 perdite tra morti e feriti. Quello stesso giorno, la 156ª Divisione francese catturò i villaggi di Dorlobos e Kajali.

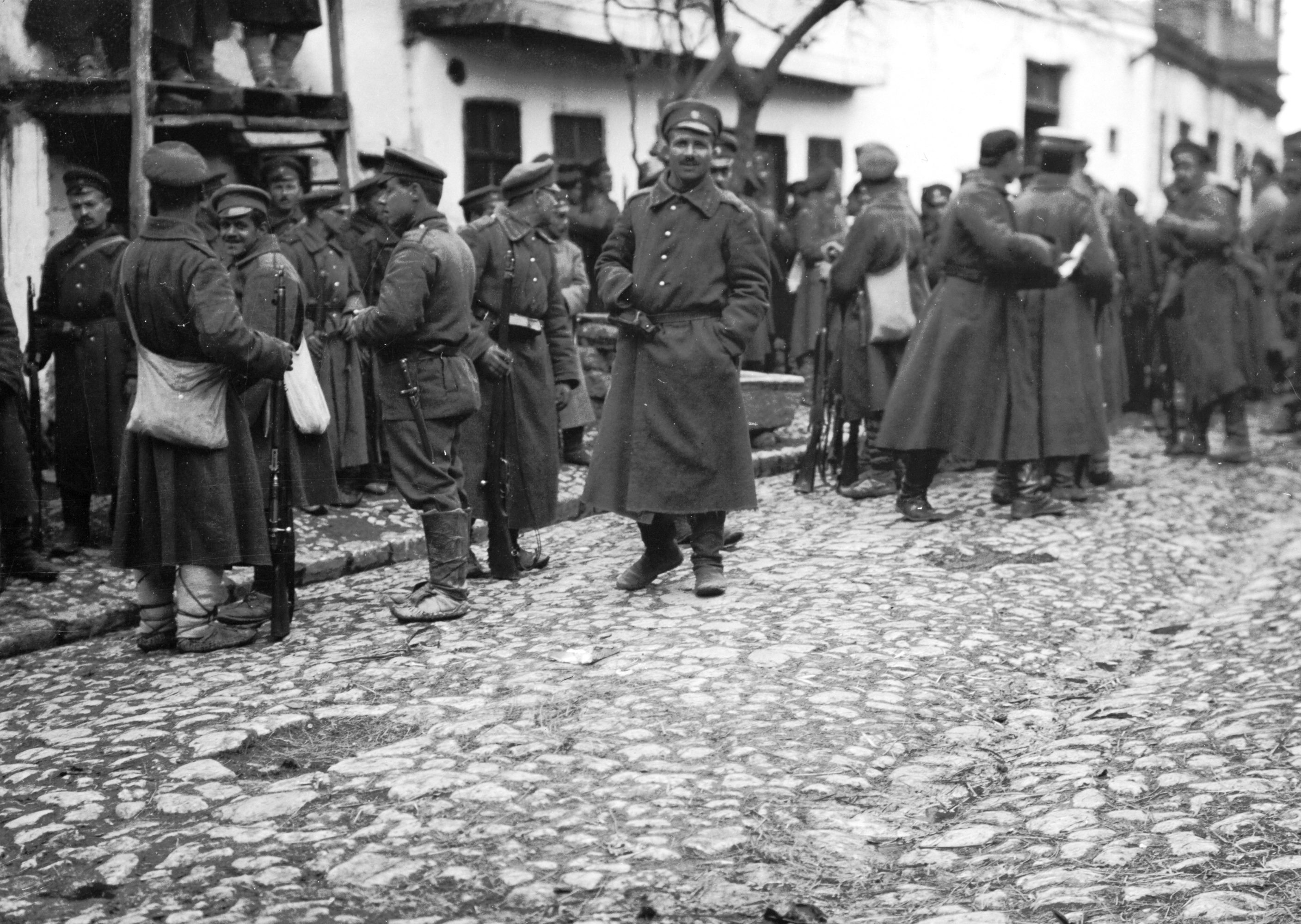
Un gruppo di soldati bulgari nel 1915

Dopo aver scoperto che il terreno circostante era impraticabile per il transito dell'artiglieria d'appoggio, la 57ª e la 156ª Divisione francese dovettero abbandonare i loro cannoni a Karahojali mentre tentavano di muovere verso Veles per colpire la retroguardia dei bulgari. Il 5 novembre i francesi occuparono gli scali ferroviari di Kamen Dol, Debrista e Gradsko; il 6 novembre la 156ª Divisione sferrò un attacco ad alcune postazioni bulgare a sud di Kosturino (le colline di "Fortin Bulgare" e di Quota 526), ma l'assalto venne respinto e un contrattacco bulgaro mise in sicurezza la posizione di Dorlobos. Il 7 novembre l'avanzata delle due divisioni francesi dovette fermarsi davanti alle difese bulgare allestite attorno al Monastero dell'Arcangelo, trasformato in una piazzaforte fortificata. Il 9 novembre un rinnovato attacco francese portò all'occupazione dei villaggi di Sirkovo e Krusevica, ma allo stesso tempo il comando bulgaro distaccò altre truppe dall'inseguire i serbi in ritirata per dirigerle contro i francesi; per quella data la 156ª Divisione si trovava davanti Belasica a copertura della valle del Vardar a nord di Gradec, due reggimenti della 57ª Divisione tenevano la linea ferroviaria tra Gradec e Karahojali, e la 122ª Divisione con gli altri due reggimenti della 57ª presidiava il territorio compreso tra la stazione di Gradsko e il villaggio di Vozarci sulla sponda sinistra del fiume Crna, fronteggiando una forza di sei reggimenti bulgari.
Il 10 novembre i francesi sferrarono un attacco al Monastero dell'Arcangelo, finendo con il cozzare contro un simultaneo contrattacco delle forze bulgare: il monastero non venne preso, ma i francesi si impossessarono dei vicini villaggi di Dolno Cicevo e Gorno Cicevo entro il pomeriggio del giorno seguente. L'11 novembre un attacco francese alle postazioni del "Fortin Bulgare" e di Quota 526 ebbe invece successo, portando alla conquista di entrambe le posizioni e obbligando l'artiglieria bulgara schierata lungo la strada tra Kosturino e Strumica a ritirarsi dall'area. La mattina del 12 novembre il generale Stefan Bogdanov ordinò un attacco delle forze bulgare ai villaggi di Mrzen, Gradsko, Dolno Cicevo e Gorno Cicevo: gli ultimi due villaggi erano stati sgombrati dalla 122ª Divisione francese nel corso della notte precedente e furono presi senza difficoltà, mentre nel pomeriggio i bulgari riuscirono a conquistare anche i villaggi di Krusevica e Gradsko. Più a ovest, truppe francesi erano avanzate fino alla periferia dei villaggi di Ormanli e Kosturino, ma si fermarono dopo aver ricevuto la notizia dell'arrivo di rinforzi bulgari nella zona del Monte Belasica. Il 13 novembre i bulgari sferrarono un rinnovato attacco contro entrambi i fianchi dello schieramento francese, facendo tuttavia solo pochi progressi; il generale Sarrail stava però ricevendo istruzioni dal governo francese di fermare ogni ulteriore avanzata e di ripiegare verso sud in direzione di Bitola, visto che a causa dell'ostilità manifestata da diversi ufficiali greci i collegamenti con Salonicco erano in pericolo di essere tranciati.
Il fronte rimase quieto fino al 20 novembre, quando la 5ª Divisione fanteria bulgara sferrò un attacco che portò all'occupazione della testa di ponte francese di Vozarci. Il 22 novembre seguente due divisioni serbe sferrarono un attacco nel tentativo di riconquistare Skopje, azione tuttavia fallita poco dopo il suo avvio; la sconfitta dei serbi rimosse in pratica qualsiasi utilità pratica di ulteriori offensive dell'Intesa nella regione della Macedonia di Vardar, spingendo quindi gli anglo-francesi a ordinare una ritirata generale alla volta di Salonicco. Gli scontri nella zona di Krivolak erano costati ai bulgari un totale di 5877 perdite, mentre contemporaneamente le truppe francesi avevano contato 3161 tra morti, ferite e dispersi nei loro ranghi.

## Conseguenze

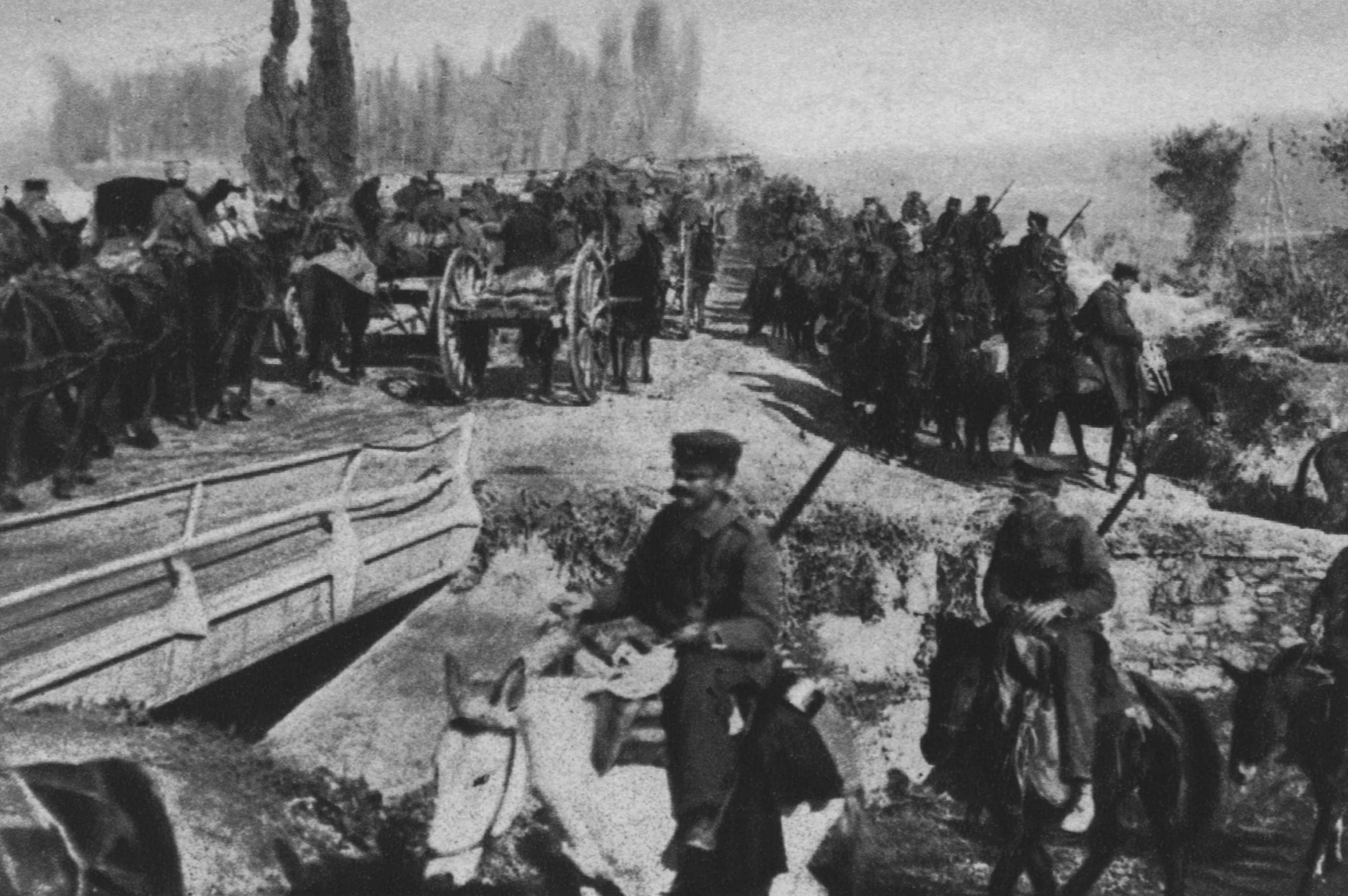
Una colonna di truppe francesi in marcia nella zona di Salonicco nel novembre 1915

Mentre i francesi affrontavano i bulgari attorno a Krivolak le forze britanniche avevano incontrato solo gruppi sparsi di disertori, che li informarono del fatto che la 2ª Armata bulgara del generale Todorov era ora saldamente attestata nella zona di Strumica. Il 26 novembre le truppe francesi schierate alla sinistra dei britannici nella zona della gola di Kajali iniziarono a ripiegare verso sud, lasciando completamente esposto il fianco della 10th (Irish) Division britannica. Confidando nella passività delle forze greche, rimaste estranee alla lotta in corso, i bulgari prepararono quindi un'offensiva generale lungo tutto il fronte macedone, potendo contare su una netta superiorità numerica sul nemico: 120 battaglioni bulgari fronteggiavano 50 battaglioni anglo-francesi.
La mattina del 4 dicembre le truppe bulgare lanciarono un ponte a cavalletto sopra il corso del fiume Crna, e avanzarono rapidamente andando a occupare la città di Bitola; contemporaneamente, l'artiglieria bulgara iniziava a martellare le postazioni britanniche disposte sulle alture intorno a Kosturino, andando avanti fino al 6 dicembre seguente. Alle 15:00 del 6 dicembre, raggiunto il picco del bombardamento, la fanteria bulgara lanciò un massiccio attacco alle trincee tenute dai britannici, dando il via alla battaglia di Kosturino: i bulgari furono bloccati a 50 metri dal limitare della linea britannica, e la postazione di Rocky Peak, caduta in mano agli attaccanti, fu riconquistata da un contrattacco britannico sfociato in scontri all'arma bianca. Alle 13:00 dell'11 dicembre l'11ª Divisione bulgara rinnovò l'offensiva, occupando il villaggio di Bogdanci, tagliando la linea telefonica e catturando un deposito di munizioni degli alleati; le forze dell'Intesa misero quindi in atto una ritirata generale alla volta del confine greco, superato da tutte le divisioni anglo-francesi entro il pomeriggio del 12 dicembre. Le truppe di frontiera greche assicurarono agli anglo-francesi che si sarebbero opposte a qualunque sconfinamento delle forze degli Imperi centrali, ma i bulgari non diedero segno di voler attraversare il confine e le loro avanguardie si fermarono a due chilometri da esso.
La battaglia di Krivolak fu per le forze degli Imperi centrali un vittoria chiara, per quanto incompleta. L'occupazione della Serbia e l'entrata in guerra della Bulgaria portarono alla riapertura dei collegamenti ferroviari tra Berlino e Costantinopoli, consentendo ai tedeschi di inviare consistenti aiuti militari ai loro deboli alleati ottomani; a dispetto del loro successo nella campagna, tuttavia, gli Imperi centrali non riuscirono a impedire agli anglo-francesi di recuperare dai porti dell'Albania una buona parte delle truppe serbe, che sfuggirono quindi alla totale distruzione: una volta riorganizzati e riforniti di nuovo equipaggiamento dagli alleati, i serbi sarebbero ritornati sulla linea del fronte entro i successivi sei mesi. Gli alleati, usando la scusa morale di dover salvare l'esercito serbo in ritirata, riuscirono a sostituire il fronte lungo i confini della Serbia, impossibile da difendere con le forze a disposizione, con uno molto più corto e stabile al confine meridionale della Macedonia, sebbene questo violasse di fatto la neutralità della Grecia. Gli anglo-francesi stabilirono quindi un enorme campo fortificato nei dintorni di Salonicco, preparandosi a sostenere ulteriori operazioni contro la Bulgaria.